# U-756
| U-756                      | U-756                                                          | U-756                                                          |
| -------------------------- | -------------------------------------------------------------- | -------------------------------------------------------------- |
|                            |                                                                |                                                                |
|                            |                                                                |                                                                |
|                            |                                                                |                                                                |
| Під прапором               | Третій рейх                                                    | Третій рейх                                                    |
| Спуск на воду              | 18 жовтня 1941 року                                            | 18 жовтня 1941 року                                            |
| Виведений зі складу флоту  | 1 вересня 1942 року                                            | 1 вересня 1942 року                                            |
| Сучасний статус            | затоплений                                                     | затоплений                                                     |
| Проєкт                     |                                                                |                                                                |
| Тип ПЧ                     | Торпедний ДПЧ                                                  | Торпедний ДПЧ                                                  |
| Основні характеристики     |                                                                |                                                                |
| Швидкість (надводна)       | 17,7 вузлів                                                    | 17,7 вузлів                                                    |
| Швидкість (підводна)       | 7,6 вузлів                                                     | 7,6 вузлів                                                     |
| Робоча глибина занурення   | 100 м                                                          | 100 м                                                          |
| Гранична глибина занурення | 220 м                                                          | 220 м                                                          |
| Екіпаж                     | 43 особи                                                       | 43 особи                                                       |
| Розміри                    |                                                                |                                                                |
| Довжина найбільша (по КВЛ) | 67,1 м                                                         | 67,1 м                                                         |
| Ширина корпусу найб.       | 6,2 м                                                          | 6,2 м                                                          |
| Висота                     | 9,6 м                                                          | 9,6 м                                                          |
| Середня осадка (по КВЛ)    | 4,70 м                                                         | 4,70 м                                                         |
| Водотоннажність надводна   | 769 т                                                          | 769 т                                                          |
| Озброєння                  |                                                                |                                                                |
| Артилерія                  | одна палубна гармата калібру 88-мм, одна 20-мм зенітна гармата | одна палубна гармата калібру 88-мм, одна 20-мм зенітна гармата |
| Торпедно- мінне озброєння  | 4 носових і один кормовий ТА. 14 торпед або 26 мін             | 4 носових і один кормовий ТА. 14 торпед або 26 мін             |

U-756 — німецький підводний човен типу VIIC, часів Другої світової війни.
Замовлення на будівництво човна було віддане 9 жовтня 1939 року. Човен був закладений на верфі суднобудівної компанії «Kriegsmarinewerft» у місті Вільгельмсгафен 18 січня 1940 року під заводським номером 139, спущений на воду 18 жовтня 1941 року, 30 грудня 1941 року увійшов до складу 6-ї флотилії. Єдиним командиром човна був капітан-лейтенант Клаус Гарней.
Човен зробив 1 бойовий похід, в якому не потопив і не пошкодив жодного судна.
Потоплений 1 вересня 1942 року в Північній Атлантиці південно-східніше мису Фарвель (57°41′ пн. ш. 31°30′ зх. д. / 57.683° пн. ш. 31.500° зх. д.) глибинними бомбами канадського корвета «Морден». Всі 43 членів екіпажу загинули.